# مهر شاهگلدیان
مهِر لوونی شاهگلدیان (ارمنی: Մհեր Լևոնի Շահգելդյան؛ زاده ۲۹ سپتامبر ۱۹۶۷) یک سیاستمدار و روزنامه‌نگار اهل ارمنستان است که از تاریخ ۲۱ آوریل ۲۰۰۸ تا تاریخ مارس ۲۰۱۰ در دولت تیگران سارگسیان سمت وزیر وضعیت‌های اضطراری ارمنستان را برعهده داشت. شاهگلدیان همچنین نماینده دوره‌های دوم تا پنجم مجلس ملی جمهوری ارمنستان بوده‌است.

## زندگی‌نامه
در ۲۹ سپتامبر ۱۹۶۷ در ایروان به دنیا آمد و از دانشگاه دولتی ایروان فارغ‌التحصیل شد. 